# ムハンマド・アリー・ハーン
ムハンマド・アリー・ハーン・ワッラー・ジャー（英語: Muhammad Ali Khan Wlala Jah、1717年あるいは1723年7月7日 - 1795年10月13日）は、南インドのカルナータカ太守（在位：1749年 - 1795年）。
1749年8月、父であるカルナータカ太守アンワールッディーン・ハーンがアンブールで戦死し、父を殺害したチャンダー・サーヒブと対立するかたちで太守となった。1752年にチャンダー・サーヒブを倒したのち、1763年のパリ条約で彼の太守位は正式承認された。
だが、イギリスは彼が太守位を得るための代償として、第二次カーナティック戦争および第三次カーナティック戦争における戦費の負担を強いた。その負債額はマイソール戦争などによりさらに悪化の一途をたどり、結果的にナワーブの領土はイギリスの保護国化した。

## 生涯

### 父の死と第二次カーナティック戦争

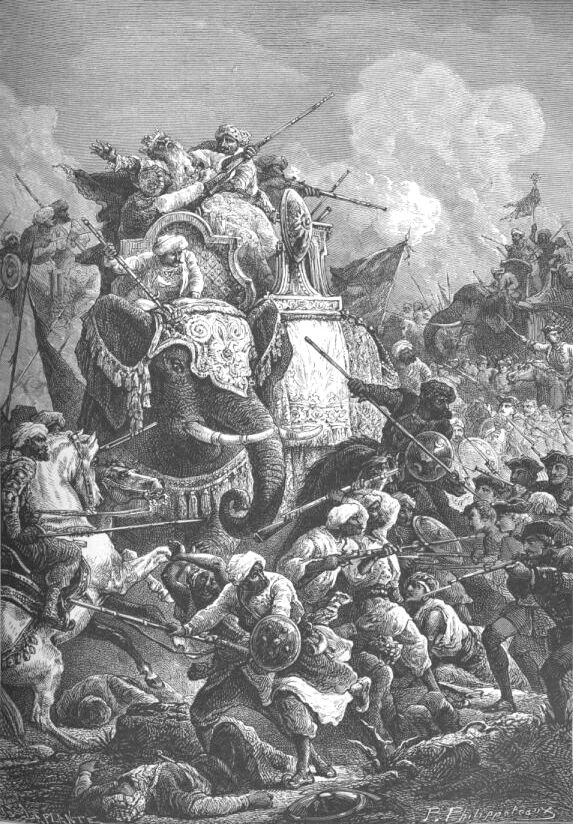
アンワールッディーン・ハーンの死

1749年8月3日、父であるカルナータカ太守アンワールッディーン・ハーンはアンブールで、フランスとチャンダー・サーヒブ、ムザッファル・ジャングの連合軍と戦い、戦死するところとなった（アンブールの戦い）。
アンワールッディーン・ハーン殺害後、その息子ムハンマド・アリー・ハーンが新太守となったが、チャンダー・サーヒブも太守位を宣し、2人の太守が両立するかたちとなった。
父の殺害後、ムハンマド・アリー・ハーンはイギリスと結んで、ティルチラーッパッリの城塞に逃げ込み、チャンダー・サーヒブはフランスと結び、第二次カーナティック戦争が勃発した。また、彼はイギリスのほかにも、ニザーム王国の君主ナーシル・ジャング、マイソール王国、タンジャーヴール・マラーター王国とも同盟した。
1750年4月5日および1751年1月21日には、ムガル帝国の皇帝アーラムギール2世の勅状により、ムハンマド・アリー・ハーンはアンワールッディーン・ハーンの後継者であり、カルナータカ太守であると認められた。
1751年から1752年にかけて、チャンダー・サーヒブはフランスの援助のもと、ムハンマド・アリー・ハーンの篭城するティルチラーパッリ要塞を攻めた（ティルチラーパッリ包囲戦）。
だが、チャンダー・サーヒブはこの包囲に兵員の大部分を割き、首都アルコットが手薄となっていたため、1751年12月にアルコットはイギリスのロバート・クライヴに奪われてしまった（アルコットの戦い）。

### 太守位の正式承認

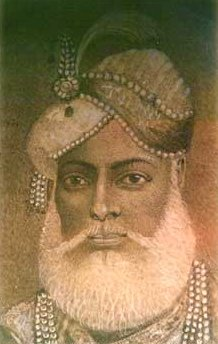
ムハンマド・アリー・ハーン

1752年4月にはチャンダー・サーヒブ自身も敗れ、タンジャーヴール・マラーター王国に援助を求めたが、同年6月12日に裏切られて殺害された。
その後、デュプレクスは善戦したものの、1754年8月に戦費の問題から帰還させられ、10月に和議が結ばれた。
その後、フランスが第三次カーナティック戦争により敗北したことで、イギリスの南インドにおける優位が決まった。そして、1763年2月に第三次カーナティック戦争と併行して行われた七年戦争とフレンチ・インディアン戦争の講和条約であるパリ条約により、ムハンマド・アリー・ハーンは正式に太守となった。
なお、1765年8月26日にはムガル帝国の新たな皇帝シャー・アーラム2世からも太守位を認められている。

### ムハンマド・アリー・ハーンの治世と内外における危機

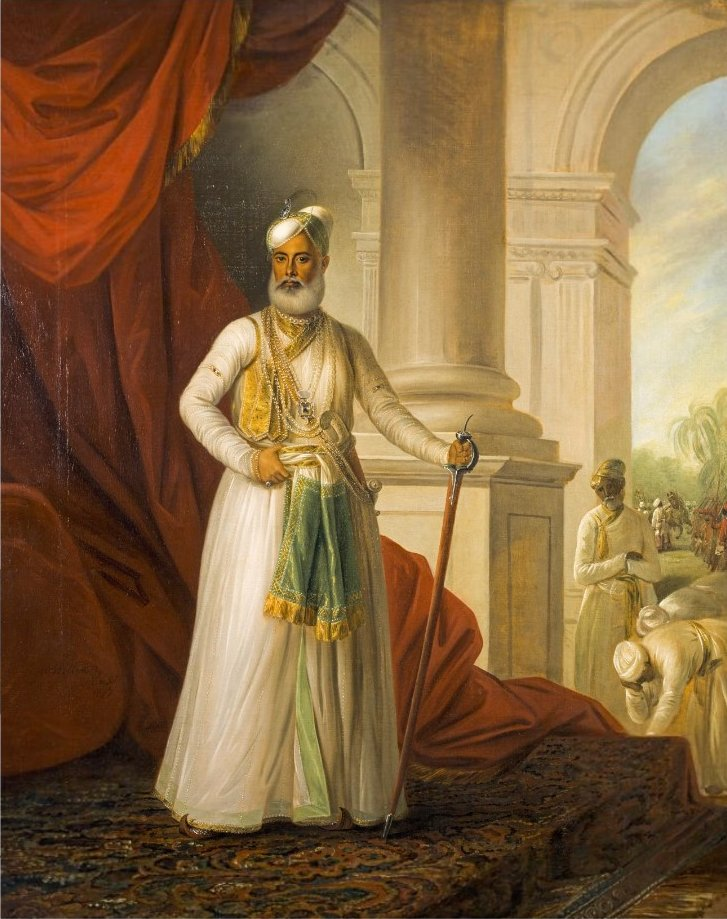
ムハンマド・アリー・ハーン

ムハンマド・アリー・ハーンの治世は46年に及び、カルナータカ地方政権は依然として南インドに広大な領土を領有していたが、彼はムガル帝国の主権を認め、皇帝シャー・アーラム2世と書簡のやり取りをしていた。
1760年、ムハンマド・アリー・ハーンは皇帝シャー・アーラム2世より、「ワッラー・ジャー」の称号を賜った。この称号は彼の一族の家名であるワッラー・ジャー家となり、アンワーリーヤ朝は別名ワッラー・ジャー朝とも呼ばれるようになった。
だが、ムハンマド・アリー・ハーンは第二次カーナティック戦争中にイギリスから軍事的援助を受けていたが、その援助にかかる費用はムハンマド・アリー・ハーンが負担することとなっていた。そのうえ、イギリスはカルナータカ地方政権があまり関与していない第三次戦争に関しても、太守の領土の保全に尽力したと主張してその支払いを求め、イギリスに対して巨額の負債を抱え込むこととなった。
また、ムハンマド・アリー・ハーンはイギリス東インド会社のみならず、東インド会社の幹部、ヨーロッパ人の商人、インド人の商人などの個人からも多額の借金をしていた。
第二次戦争中、ムハンマド・アリーはマイソール軍の援助も受けていたが、1752年にマイソール側のティルチラーパッリの割譲要求を断ったため、マイソールは途中からフランス側と同盟する事態にも陥っていた。
両国は戦争終了後もティルチラーパッリ周辺で争い、1755年4月にマイソール側が諦めて撤退したものの、これ以降長く対立が続くこととなってしまい、その脅威に怯えなければならなかった。
ムハンマド・アリー・ハーンは自身の地位を守るため、イギリス軍を駐留させておかねばならず、その駐留費は莫大なものとなって負債に加算された。ついにはイギリスも対策を考え、第三次戦争終結後の1763年10月16日にマドラス周辺の土地一帯をジャーギール（給与地）として割譲させた。また、1767年にはアルコットからマドラスへと首府を移した。
1773年9月17日、ムハンマド・アリー・ハーンは財政難を打開するため、マドラスの東インド会社職員らの援助を得て、タンジャーヴール・マラーター王国を併合した（タンジャーヴール包囲戦）。だが、併合後も財政は悪化し続け、さらには私的債権者である東インド会社の職員らとの癒着も指摘、不当な併合に対して会社の内外で批判が高まる結果となった。
そのため、1776年4月11日、タンジャーヴール・マラーター王国はイギリスによって復活し、その君主トゥラジャージー2世は復位したため、この併合は何の意味も成さなかった。

### マイソール戦争と国土の破壊

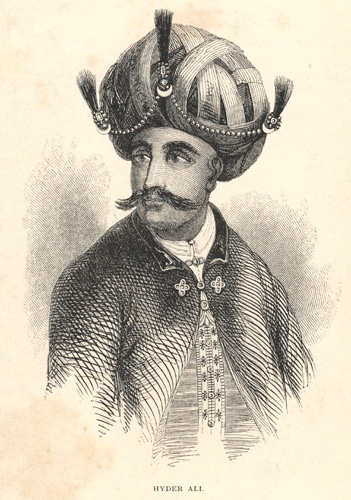
ハイダル・アリー

1767年以降、南インドでは、イギリスとマイソール王国との対立から第一次マイソール戦争が起こっていたが、ムハンマド・アリー・ハーンはマドラスを拠点としたイギリスに協力していた。
だが、マイソールの支配者ハイダル・アリーはムハンマド・アリー・ハーンがイギリスと同盟していることに不満で、戦争中にカルナータカ太守の領土に進撃し、1769年3月にはマドラス近郊まで進撃した。
そのため、1780年5月に第二次マイソール戦争が勃発すると、 7月にマイソールのハイダル・アリーは、カルナータカ地方政権の領土に8万の大軍を送った。
11月3日に旧都アルコットは占領され、1784年に戦争が終結するまでカルナータカ地方政権の領土でほとんどの戦いが行われたが、その間に国土は略奪・破壊された。

### イギリスに対する莫大な負担

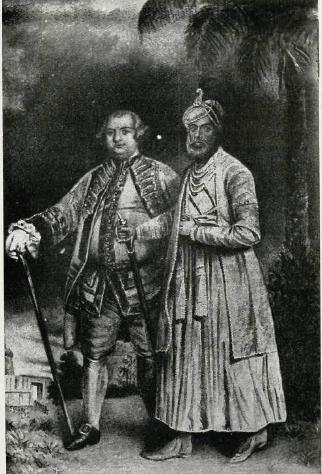
ムハンマド・アリー・ハーンとイギリス人

ムハンマド・アリー・ハーンはマイソール王国の軍を撃退するためにイギリスに対して莫大な支払いを余儀なくされたが、負債の額はさらに増してゆき、ついには政権の崩壊すら危うくなった。
そのため、1781年にイギリスはマイソール戦争の戦費を要求しない代わり、その全領土の徴税権を譲り受け、イギリス自ら徴税にあたることにした。
第二次マイソール戦争終了後、1785年にムハンマド・アリー・ハーンは戦争時の臨時戦費を負担することで徴税権を回復したが、1790年に第三次マイソール戦争が勃発すると、イギリスは臨時戦費の支払い能力がないことを理由とし、再びその徴税権を摂取した。
第三次マイソール戦争が終結すると、1792年7月12日にムハンマド・アリー・ハーンは平時の戦費負担、半自立的領主ポリガールからの貢納による徴収をイギリスに納めることで、なんとか徴税権を獲得した。だが、これにより外交権の放棄が定められてしまい、事実上太守の領土はイギリス保護下に置かれた。

### 死
こうしたなか、1795年10月13日にムハンマド・アリー・ハーンは壊疽が原因でマドラスで死亡した。その遺体はかつて自身が籠城戦で戦ったティルチラーパッリに埋葬された。